# Tour de Haut-Var 2018
La 50.ª edición de la competición ciclista el Tour de Haut-Var fue una carrera de ciclismo en ruta por etapas que se celebró entre el 17 y el 18 de febrero de 2018 en Francia, con inicio en el municipio de la comuna francesa de Le Cannet-des-Maures y final en la ciudad de Flayosc sobre un recorrido de 358,2 kilómetros.
La carrera forma parte del UCI Europe Tour 2018 dentro de la categoría UCI 2.1
La carrera fue ganada por el corredor francés Jonathan Hivert del equipo Direct Énergie, en segundo lugar Alexis Vuillermoz (Ag2r La Mondiale) y en tercer lugar Rudy Molard (FDJ).

## Equipos participantes
Tomaron parte en la carrera 18 equipos: 3 de categoría UCI WorldTour 2018 invitados por la organización; 10 de categoría Profesional Continental; 5 de categoría Continental. Formando así un pelotón de 126 ciclistas de los que acabaron 75. Los equipos participantes fueron:
| WorldTeams (3)- AG2R La Mondiale - Astana - FDJ Equipos continentales profesionales (10)- Cofidis, Solutions Crédits - Delko-Marseille Provence-KTM - Direct Énergie - Euskadi Basque Country-Murias - Israel Cycling Academy - Nippo-Vini Fantini-Europa Ovini - Fortuneo-Samsic - Vital Concept - Wilier Triestina-Selle Italia - WB-Aqua Protect-Veranclassic Equipos continentales (5)- Polartec-Kometa - Roubaix Lille Métropole - Sovac-Natura4Ever - Saint Michel-Auber 93 - Amore & Vita-Prodir |
| |

## Recorrido
El Tour de Haut-Var dispuso de dos etapas para un recorrido total de 358,2 kilómetros.
| Etapa     | Fecha     | Recorrido                      | type            | Distancia (km) | Ganador         | Líder           |
| --------- | --------- | ------------------------------ | --------------- | -------------- | --------------- | --------------- |
| 1.ª etapa | 17 de feb | Le Cannet-des-Maures – Fayence | etapa escarpada | 169,7          | Jonathan Hivert | Jonathan Hivert |
| 2.ª etapa | 18 de feb | Vidauban – Flayosc             | etapa escarpada | 188,5          | Jonathan Hivert | Jonathan Hivert |

## Desarrollo de la carrera

### 1.ª etapa
| Le Cannet-des-Maures - Fayence | etapa escarpada | (169,7 km) |

| \| Clasificación de la etapa \| Clasificación de la etapa \| Clasificación de la etapa \| Clasificación de la etapa \| Clasificación de la etapa \| \| Ciclista \| Ciclista \| Equipo \| Tiempo \| \| \| ------------------------- \| ------------------------- \| ------------------------------- \| ------------------------- \| ------------------------- \| \| 1.º \| Jonathan Hivert \| Direct Énergie \| 4 h 23 min 57 s \| \| \| 2.º \| Nicola Bagioli \| Nippo-Vini Fantini-Europa Ovini \| + 1 s \| \| \| 3.º \| Samuel Dumoulin \| AG2R La Mondiale \| + 1 s \| \| \| 4.º \| Alexis Vuillermoz \| AG2R La Mondiale \| + 1 s \| \| \| 5.º \| Quentin Pacher \| Vital Concept \| + 1 s \| \| \| 6.º \| Marco Canola \| Nippo-Vini Fantini-Europa Ovini \| + 1 s \| \| \| 7.º \| Rudy Molard \| FDJ \| + 1 s \| \| \| 8.º \| Andri Hrivko \| Astana \| + 1 s \| \| \| 9.º \| Matteo Busato \| Wilier Triestina-Selle Italia \| + 1 s \| \| \| 10.º \| Dorian Godon \| Cofidis, Solutions Crédits \| + 1 s \| \| |                   |                                 |                 |
| |                   |                                 |                 |
| |                   |                                 |                 |
| Clasificación de la etapa |                   |                                 |                 |
| Ciclista | Ciclista          | Equipo                          | Tiempo          |
| 1.º | Jonathan Hivert   | Direct Énergie                  | 4 h 23 min 57 s |
| 2.º | Nicola Bagioli    | Nippo-Vini Fantini-Europa Ovini | + 1 s           |
| 3.º | Samuel Dumoulin   | AG2R La Mondiale                | + 1 s           |
| 4.º | Alexis Vuillermoz | AG2R La Mondiale                | + 1 s           |
| 5.º | Quentin Pacher    | Vital Concept                   | + 1 s           |
| 6.º | Marco Canola      | Nippo-Vini Fantini-Europa Ovini | + 1 s           |
| 7.º | Rudy Molard       | FDJ                             | + 1 s           |
| 8.º | Andri Hrivko      | Astana                          | + 1 s           |
| 9.º | Matteo Busato     | Wilier Triestina-Selle Italia   | + 1 s           |
| 10.º | Dorian Godon      | Cofidis, Solutions Crédits      | + 1 s           |

| \| Clasificación general \| Clasificación general \| Clasificación general \| Clasificación general \| Clasificación general \| \| Ciclista \| Ciclista \| Equipo \| Tiempo \| \| \| --------------------- \| --------------------- \| ------------------------------- \| --------------------- \| --------------------- \| \| 1.º \| Jonathan Hivert \| Direct Énergie \| 4 h 23 min 57 s \| \| \| 2.º \| Nicola Bagioli \| Nippo-Vini Fantini-Europa Ovini \| + 1 s \| \| \| 3.º \| Samuel Dumoulin \| AG2R La Mondiale \| + 1 s \| \| \| 4.º \| Alexis Vuillermoz \| AG2R La Mondiale \| + 1 s \| \| \| 5.º \| Quentin Pacher \| Vital Concept \| + 1 s \| \| \| 6.º \| Marco Canola \| Nippo-Vini Fantini-Europa Ovini \| + 1 s \| \| \| 7.º \| Rudy Molard \| FDJ \| + 1 s \| \| \| 8.º \| Andri Hrivko \| Astana \| + 1 s \| \| \| 9.º \| Matteo Busato \| Wilier Triestina-Selle Italia \| + 1 s \| \| \| 10.º \| Dorian Godon \| Cofidis, Solutions Crédits \| + 1 s \| \| |                   |                                 |                 |
| |                   |                                 |                 |
| |                   |                                 |                 |
| Clasificación general |                   |                                 |                 |
| Ciclista | Ciclista          | Equipo                          | Tiempo          |
| 1.º | Jonathan Hivert   | Direct Énergie                  | 4 h 23 min 57 s |
| 2.º | Nicola Bagioli    | Nippo-Vini Fantini-Europa Ovini | + 1 s           |
| 3.º | Samuel Dumoulin   | AG2R La Mondiale                | + 1 s           |
| 4.º | Alexis Vuillermoz | AG2R La Mondiale                | + 1 s           |
| 5.º | Quentin Pacher    | Vital Concept                   | + 1 s           |
| 6.º | Marco Canola      | Nippo-Vini Fantini-Europa Ovini | + 1 s           |
| 7.º | Rudy Molard       | FDJ                             | + 1 s           |
| 8.º | Andri Hrivko      | Astana                          | + 1 s           |
| 9.º | Matteo Busato     | Wilier Triestina-Selle Italia   | + 1 s           |
| 10.º | Dorian Godon      | Cofidis, Solutions Crédits      | + 1 s           |

### 2.ª etapa
| Vidauban - Flayosc | etapa escarpada | (188,5 km) |

| \| Clasificación de la etapa \| Clasificación de la etapa \| Clasificación de la etapa \| Clasificación de la etapa \| Clasificación de la etapa \| \| Ciclista \| Ciclista \| Equipo \| Tiempo \| \| \| ------------------------- \| ------------------------- \| ------------------------------- \| ------------------------- \| ------------------------- \| \| 1.º \| Jonathan Hivert \| Direct Énergie \| 5 h 04 min 54 s \| \| \| 2.º \| Alexis Vuillermoz \| AG2R La Mondiale \| + 0 s \| \| \| 3.º \| Rudy Molard \| FDJ \| + 0 s \| \| \| 4.º \| Mauro Finetto \| Delko-Marseille Provence-KTM \| + 2 s \| \| \| 5.º \| Valentin Madouas \| FDJ \| + 2 s \| \| \| 6.º \| Thibaut Pinot \| FDJ \| + 2 s \| \| \| 7.º \| Dorian Godon \| Cofidis, Solutions Crédits \| + 38 s \| \| \| 8.º \| Quentin Pacher \| Vital Concept \| + 38 s \| \| \| 9.º \| Nicola Bagioli \| Nippo-Vini Fantini-Europa Ovini \| + 38 s \| \| \| 10.º \| Cyril Barthe \| Euskadi-Murias \| + 38 s \| \| |                   |                                 |                 |
| |                   |                                 |                 |
| |                   |                                 |                 |
| Clasificación de la etapa |                   |                                 |                 |
| Ciclista | Ciclista          | Equipo                          | Tiempo          |
| 1.º | Jonathan Hivert   | Direct Énergie                  | 5 h 04 min 54 s |
| 2.º | Alexis Vuillermoz | AG2R La Mondiale                | + 0 s           |
| 3.º | Rudy Molard       | FDJ                             | + 0 s           |
| 4.º | Mauro Finetto     | Delko-Marseille Provence-KTM    | + 2 s           |
| 5.º | Valentin Madouas  | FDJ                             | + 2 s           |
| 6.º | Thibaut Pinot     | FDJ                             | + 2 s           |
| 7.º | Dorian Godon      | Cofidis, Solutions Crédits      | + 38 s          |
| 8.º | Quentin Pacher    | Vital Concept                   | + 38 s          |
| 9.º | Nicola Bagioli    | Nippo-Vini Fantini-Europa Ovini | + 38 s          |
| 10.º | Cyril Barthe      | Euskadi-Murias                  | + 38 s          |

## Clasificaciones finales
- Las clasificaciones finalizaron de la siguiente forma:[4]

### Clasificación general
| \| Clasificación general \| Clasificación general \| Clasificación general \| Clasificación general \| Clasificación general \| \| Ciclista \| Ciclista \| Equipo \| Tiempo \| \| \| --------------------- \| --------------------- \| ------------------------------- \| --------------------- \| --------------------- \| \| 1.º \| Jonathan Hivert \| Direct Énergie \| 9 h 28 min 51 s \| \| \| 2.º \| Alexis Vuillermoz \| AG2R La Mondiale \| + 1 s \| \| \| 3.º \| Rudy Molard \| FDJ \| + 1 s \| \| \| 4.º \| Valentin Madouas \| FDJ \| + 3 s \| \| \| 5.º \| Thibaut Pinot \| FDJ \| + 3 s \| \| \| 6.º \| Mauro Finetto \| Delko-Marseille Provence-KTM \| + 13 s \| \| \| 7.º \| Nicola Bagioli \| Nippo-Vini Fantini-Europa Ovini \| + 39 s \| \| \| 8.º \| Quentin Pacher \| Vital Concept \| + 39 s \| \| \| 9.º \| Dorian Godon \| Cofidis, Solutions Crédits \| + 39 s \| \| \| 10.º \| Andri Hrivko \| Astana \| + 39 s \| \| |                   |                                 |                 |
| |                   |                                 |                 |
| Fuente: ProCyclingStats |                   |                                 |                 |
| Clasificación general |                   |                                 |                 |
| Ciclista | Ciclista          | Equipo                          | Tiempo          |
| 1.º | Jonathan Hivert   | Direct Énergie                  | 9 h 28 min 51 s |
| 2.º | Alexis Vuillermoz | AG2R La Mondiale                | + 1 s           |
| 3.º | Rudy Molard       | FDJ                             | + 1 s           |
| 4.º | Valentin Madouas  | FDJ                             | + 3 s           |
| 5.º | Thibaut Pinot     | FDJ                             | + 3 s           |
| 6.º | Mauro Finetto     | Delko-Marseille Provence-KTM    | + 13 s          |
| 7.º | Nicola Bagioli    | Nippo-Vini Fantini-Europa Ovini | + 39 s          |
| 8.º | Quentin Pacher    | Vital Concept                   | + 39 s          |
| 9.º | Dorian Godon      | Cofidis, Solutions Crédits      | + 39 s          |
| 10.º | Andri Hrivko      | Astana                          | + 39 s          |

### Clasificación de la montaña
| Clasificación de la montaña | Clasificación de la montaña | Clasificación de la montaña  | Clasificación de la montaña | Clasificación de la montaña |
| Ciclista                    | Ciclista                    | Equipo                       | Puntos                      |                             |
| --------------------------- | --------------------------- | ---------------------------- | --------------------------- | --------------------------- |
| 1.º                         | Fernando Barceló            | Euskadi-Murias               | 36 pts                      |                             |
| 2.º                         | Evaldas Šiškevicius         | Delko-Marseille Provence-KTM | 24 pts                      |                             |
| 3.º                         | Paul Ourselin               | Direct Énergie               | 16 pts                      |                             |
| 4.º                         | Thibaut Pinot               | FDJ                          | 2 pts                       |                             |
| 5.º                         | Hubert Dupont               | AG2R La Mondiale             | 2 pts                       |                             |

### Clasificación de los puntos
| Clasificación por puntos | Clasificación por puntos | Clasificación por puntos        | Clasificación por puntos | Clasificación por puntos |
| Ciclista                 | Ciclista                 | Equipo                          | Puntos                   |                          |
| ------------------------ | ------------------------ | ------------------------------- | ------------------------ | ------------------------ |
| 1.º                      | Jonathan Hivert          | Direct Énergie                  | 50 pts                   |                          |
| 2.º                      | Alexis Vuillermoz        | AG2R La Mondiale                | 34 pts                   |                          |
| 3.º                      | Nicola Bagioli           | Nippo-Vini Fantini-Europa Ovini | 27 pts                   |                          |
| 4.º                      | Rudy Molard              | FDJ                             | 25 pts                   |                          |
| 5.º                      | Quentin Pacher           | Vital Concept                   | 20 pts                   |                          |
| 6.º                      | Valentin Madouas         | FDJ                             | 17 pts                   |                          |
| 7.º                      | Samuel Dumoulin          | AG2R La Mondiale                | 16 pts                   |                          |
| 8.º                      | Dorian Godon             | Cofidis, Solutions Crédits      | 15 pts                   |                          |
| 9.º                      | Mauro Finetto            | Delko-Marseille Provence-KTM    | 14 pts                   |                          |
| 10.º                     | Thibaut Pinot            | FDJ                             | 13 pts                   |                          |

### Clasificación de los jóvenes
| Clasificación del mejor joven | Clasificación del mejor joven    | Clasificación del mejor joven   | Clasificación del mejor joven | Clasificación del mejor joven |
| Ciclista                      | Ciclista                         | Equipo                          | Tiempo                        |                               |
| ----------------------------- | -------------------------------- | ------------------------------- | ----------------------------- | ----------------------------- |
| 1.º                           | Valentin Madouas                 | FDJ                             | 9 h 28 min 54 s               |                               |
| 2.º                           | Nicola Bagioli                   | Nippo-Vini Fantini-Europa Ovini | + 36 s                        |                               |
| 3.º                           | Dorian Godon                     | Cofidis, Solutions Crédits      | + 36 s                        |                               |
| 4.º                           | Miguel Ángel Ballesteros Cánovas | Polartec-Kometa                 | + 48 s                        |                               |
| 5.º                           | Cyril Barthe                     | Euskadi-Murias                  | + 57 s                        |                               |
| 6.º                           | Julen Irizar                     | Euskadi-Murias                  | + 2 min 01 s                  |                               |
| 7.º                           | Quentin Jauregui                 | AG2R La Mondiale                | + 2 min 13 s                  |                               |
| 8.º                           | Patrick Müller                   | Vital Concept                   | + 2 min 28 s                  |                               |
| 9.º                           | Simone Velasco                   | Wilier Triestina-Selle Italia   | + 2 min 34 s                  |                               |
| 10.º                          | Damien Touzé                     | Saint Michel-Auber 93           | + 3 min 28 s                  |                               |

### Clasificación por equipos
| Clasificación por equipos | Clasificación por equipos       | Clasificación por equipos | Clasificación por equipos |
| Equipo                    | Equipo                          | Tiempo                    |                           |
| ------------------------- | ------------------------------- | ------------------------- | ------------------------- |
| 1.º                       | FDJ                             | 28 h 26 min 40 s          |                           |
| 2.º                       | AG2R La Mondiale                | + 2 min 17 s              |                           |
| 3.º                       | Delko-Marseille Provence-KTM    | + 2 min 24 s              |                           |
| 4.º                       | WB-Aqua Protect-Veranclassic    | + 3 min 13 s              |                           |
| 5.º                       | Nippo-Vini Fantini-Europa Ovini | + 3 min 23 s              |                           |
| 6.º                       | Vital Concept                   | + 5 min 04 s              |                           |
| 7.º                       | Wilier Triestina-Selle Italia   | + 6 min 11 s              |                           |
| 8.º                       | Fortuneo-Samsic                 | + 9 min 15 s              |                           |
| 9.º                       | Direct Énergie                  | + 9 min 24 s              |                           |
| 10.º                      | Polartec-Kometa                 | + 11 min 32 s             |                           |

## Evolución de las clasificaciones
| Etapa (Vencedor)            | Clasificación general | Clasificación de la montaña | Clasificación de los puntos | Clasificación de los jóvenes | Clasificación por equipos |
| --------------------------- | --------------------- | --------------------------- | --------------------------- | ---------------------------- | ------------------------- |
| 1.ª etapa (Jonathan Hivert) | Jonathan Hivert       | Paul Orselin                | Jonathan Hivert             | Nicola Bagioli               | FDJ                       |
| 2.ª etapa (Jonathan Hivert) | Jonathan Hivert       | Fernando Barceló            | Jonathan Hivert             | Valentin Madouas             | FDJ                       |
| Final                       | Jonathan Hivert       | Fernando Barceló            | Jonathan Hivert             | Valentin Madouas             | FDJ                       |

## UCI World Ranking
El Tour de Haut-Var otorga puntos para el UCI Europe Tour 2018 y el UCI World Ranking, este último para corredores de los equipos en las categorías UCI ProTeam, Profesional Continental y Equipos Continentales. Las siguientes tablas muestran el baremo de puntuación y los 10 corredores que obtuvieron más puntos:
| Posición              | 1.ª | 2.ª | 3.ª | 4.ª | 5.ª | 6.ª | 7.ª | 8.ª | 9.ª | 10.ª | 11.ª | 12.ª | 13.ª-15.ª | 16.ª-25.ª |
| Clasificación general | 125 | 85  | 70  | 60  | 50  | 40  | 35  | 30  | 25  | 20   | 15   | 10   | 5         | 3         |
| Por etapa             | 14  | 5   | 3   |     |     |     |     |     |     |      |      |      |           |           |
| Líder                 | 3   |     |     |     |     |     |     |     |     |      |      |      |           |           |

| Clasificación | Clasificación     | Clasificación                   | Clasificación | Clasificación | Clasificación | Clasificación |
| Posición      | Ciclista          | Equipo                          | General       | Etapa         | Líder         | Total         |
| ------------- | ----------------- | ------------------------------- | ------------- | ------------- | ------------- | ------------- |
| 1.º           | Jonathan Hivert   | Direct Énergie                  | 125           | 28            | 3             | 156           |
| 2.º           | Alexis Vuillermoz | Ag2r La Mondiale                | 85            | 5             | -             | 90            |
| 3.º           | Rudy Molard       | FDJ                             | 70            | 3             | -             | 73            |
| 4.º           | Valentin Madouas  | FDJ                             | 60            | -             | -             | 60            |
| 5.º           | Thibaut Pinot     | FDJ                             | 50            | -             | -             | 50            |
| 6.º           | Mauro Finetto     | Delko Marseille Provence KTM    | 40            | -             | -             | 40            |
| 7.º           | Nicola Bagioli    | Nippo-Vini Fantini-Europa Ovini | 35            | 5             | -             | 40            |
| 8.º           | Quentin Pacher    | Vital Concept                   | 30            | -             | -             | 30            |
| 9.º           | Dorian Godon      | Cofidis, Solutions Crédits      | 25            | -             | -             | 25            |
| 10.º          | Andriy Grivko     | Astana                          | 20            | -             | -             | 20            |